# Eclipse (galopphäst)
Eclipse var Englands mest berömde galopphäst. Sitt namn fick han genom att det var solförmörkelse när han föddes. Eclipse grundade den viktigaste hingstlinjen inom fullblodsaveln och blev far till 335 vinnare. Han förblev obesegrad under hela sin karriär och slog ofta de andra hästarna med hästlängder. Bland annat myntades uttrycket "Först kommer Eclipse, sedan kommer ingenting och sedan kommer resten" efter Eclipse första lopp. DNA från Eclipse används även nu i en omfattande studie över huruvida galopphästarnas snabbhet sitter i generna. Varje år delar man ut ett pris i Eclipse ära, Eclipse Awards där man utnämner de bästa galopphästarna under året.

## Historia
Eclipse var ett fuxfärgat engelskt fullblod och föddes 1764 efter hingsten Marske och undan stoet Spiletta, och var dessutom ättling i rakt nedstigande led från två av fullblodshästarnas förfäder, Darley Arabian och Godolphin Arabian. Eclipse fick sitt namn samma dag som han föddes då det var solförmörkelse den dagen. Eclipse betyder solförmörkelse på engelska. 
Eclipse föddes upp av Prins Vilhelm, hertig av Cumberland, på dennes gård Cranbourne Lodge. Men efter hertigens död 1765 såldes hela stallet på auction. Eclipse såldes till kötthandlaren William Wildman för 75 guineas. Kötthandlaren sålde sedan Eclipse vidare för en mycket större summa till den irländska äventyraren Dennis O'Kelly som skickade iväg Eclipse på proffsträning. Under den här tiden hade hästägarna valet att betala dyrt för att låta heta eller temperamentsfulla hingstar tränas av proffs som red till och tränade hästarna till lydnad, ibland med lite okonventionella metoder. Det andra alternativet var att kastrera hingstarna och hade O'Kelly gjort det så hade troligtvis det engelska fullblodet varit helt annorlunda idag. Eclipse hade nu växt till 160 cm i mankhöjd och var överbyggd, dvs att korset var hela 2,5 cm högre än manken. Han hade ett långt avstånd mellan höftknölen och hasen och det sades ge honom ett rejält påskjut och en snabbhet som var svår att slå.
1769 startades Eclipse i sitt första lopp i Epsom. Han startades väldigt sent som femåring, jämfört med andra galopphästar som oftast startas redan som två- eller treåringar. Där slog han hela startfältet med flera hästlängder och speakerna myntade det kända uttrycket, "Först kommer Eclipse, sedan kommer ingenting, sedan kommer resten". Eclipse skulle sedan vinna alla de 18 lopp som han startades i och var aldrig speciellt trött efter loppen, även om han sprungit så snabbt att han till och med haft en kilometer långa avstånd mellan sig och resten av de startande. Eclipse vann dessutom prestigefyllda Kings Plate hela 11 gånger.
Eclipse pensionerades så småningom och blev avelshingst på Clay Hill Stud i Surrey, nära Epsom, men flyttades 1788 till O'Kellys Cannons Park Stud i Middlesex. Han fick hela 335 avkommor, varav 3 av dem blev Derbyvinnare. Eclipse dog 1789 av kolik vid 25 års ålder.

## Eclipse's arv
Än idag menar man att Eclipse är den snabbaste hästen som någonsin sprungit på en galoppbana. Med alla de avkommor han fick blev han också en av de viktigaste hingstlinjerna inom aveln av det engelska fullblodet. Eclipse skelett finns bevarat på Royal Veterinary College och i samarbete med universitetet i Cambridge började man år 2007 inleda en omfattande studie över de gener som styr hästarnas snabbhet. Till sin hjälp har man skrapat DNA ur Eclipse tänder och man studerar även nu levande berömda galopphästar.

## Utmärkelser
- Eclipse har fått utmärkelserna Eclipse Awards döpt efter sig. Eclipse Awards delar ut utmärkelser till framstående amerikanska galopphästar, bland annat Årets häst.[4]
- Eclipse Stakes är ett lopp som anordnas i England, döpt efter Eclipse. Det löps av treåringar 2 018 meter vid Sandown Park och anordnades första gången 1886.[5]
- 2009 utkom en bok om Eclipse liv och hela historien runt hästen, skriven av Nicholas Clee.[6]

## Stamtavla
| Efter Marske Brun 1750    | Squirt Fux 1732     | Bartlet's Childers Brun 1716 | Darley Arabian 1700      |
| Efter Marske Brun 1750    | Squirt Fux 1732     | Bartlet's Childers Brun 1716 | Betty Leedes 1704        |
| Efter Marske Brun 1750    | Squirt Fux 1732     | Okänt sto e:Snake 1715       | Snake 1705               |
| Efter Marske Brun 1750    | Squirt Fux 1732     | Okänt sto e:Snake 1715       | Grey Wilkes              |
| Efter Marske Brun 1750    | The Ruby Mare 1740  | Huttons Blacklegs 1725       | Hutton's Bay Turk 1720   |
| Efter Marske Brun 1750    | The Ruby Mare 1740  | Huttons Blacklegs 1725       | Coneyskins Mare          |
| Efter Marske Brun 1750    | The Ruby Mare 1740  | Bay Bolton Mare 1728         | Bay Bolton 1705          |
| Efter Marske Brun 1750    | The Ruby Mare 1740  | Bay Bolton Mare 1728         | Fox Cub Mare             |
| Undan Spilletta Brun 1749 | Regulus Brun 1739   | Godolphin Arabian 1724       | (okänd)                  |
| Undan Spilletta Brun 1749 | Regulus Brun 1739   | Godolphin Arabian 1724       | (okänd)                  |
| Undan Spilletta Brun 1749 | Regulus Brun 1739   | Grey Robinson 1723           | Bald Galloway 1708       |
| Undan Spilletta Brun 1749 | Regulus Brun 1739   | Grey Robinson 1723           | Okänt sto e: Snake 1713  |
| Undan Spilletta Brun 1749 | Mother Western 1731 | Easby Snake 1716             | Snake 1705               |
| Undan Spilletta Brun 1749 | Mother Western 1731 | Easby Snake 1716             | Sto e: Akaster Turk 1710 |
| Undan Spilletta Brun 1749 | Mother Western 1731 | Old Montagu Mare             | Darcys Old Montagu       |
| Undan Spilletta Brun 1749 | Mother Western 1731 | Old Montagu Mare             | Okänt sto e:Hautboy      |